# Ainsi soit-il (film)
Pour les articles homonymes, voir Ainsi soit-il.
Pour plus de détails, voir Fiche technique et Distribution.
Ainsi soit-il est un film français réalisé par Gérard Blain, sorti en 2000.

## Synopsis
La famille Vasseur, habituellement tranquille dans son confort bourgeois, est éprouvée, traumatisée par l'assassinat du père. Celui-ci était un homme d'affaires intègre et très attaché à son ancien patron. Il est aussitôt remplacé par le fils du patron. Peu de temps après, Régis Vasseur, le fils du défunt, est convoqué chez un vieil ami de son père qui lui remet un dossier que son père lui avait confié au cas où il lui arriverait malheur. Régis rentre chez lui et découvre une lettre écrite par son père juste avant sa mort, dans laquelle il lui révèle ce qu'il a découvert, les menaces dont il a fait l'objet et le nom de son assassin. Jointes à la lettre, se trouve une série de pièces à conviction. Régis lit attentivement ce dossier. En plongeant dans les affaires de l'ancien patron de son père, Régis découvre que l'actuel directeur (son fils) est, lui aussi, mêlé à des magouilles financières. Pendant que sa mère plonge dans une profonde dépression et doit aller en maison de repos, Régis se rend chez le patron de son père et lui demande de lui trouver du travail. Celui-ci, gêné, finit par lui trouver un emploi temporaire. Au moment favorable, Régis le tue, lui l'assassin de son père et va se livrer entre les mains de l'inspecteur. Il sera arrêté, jugé, condamné à huit ans de prison ferme. Il refusera de faire appel. Ainsi soit-il.

## Fiche technique
- Titre : Ainsi soit-il
- Réalisation : Gérard Blain
- Scénario : Gérard Blain, Michel Marmin, Paul Blain, Wilhelm Bérard
- Musique : Jean-Pierre Stora
- Photographie : Daniel Gaudry
- Décors : Vincent Mateu
- Costumes : Claire Risterucci
- Montage : Olivier Mauffroy
- Pays d'origine :  France
- Producteur : Guy Marignane
- Sociétés de production : Léo et Cie, Canal+, CNC
- Sociétés de distribution : Les Films sans Frontières (France), Films Distribution (pour l'étranger)
- Format : couleur — 1,66:1 — 35 mm
- Genre : drame
- Durée : 80 min
- Date de sortie : France : 29 mars 2000

## Distribution
- Paul Blain : Régis Vasseur
- Sylvie Ollivier : Martine Vasseur
- Marie Allanioux : Muriel Vasseur
- Delphine Dalbin : Axelle Vasseur
- Michel Subor : Barroux
- François d'Aubigny : Bertrand
- Claude Cernay : Herbin
- Dominique Valera : l'inspecteur
- Anicée Alvina : une compagne de Bertrand
- Pierre Charasse : le président des assises
- Michèle Sauteraud : le premier assesseur

## Distinction
- Festival de Locarno 2000 : Léopard d'or.